# Herta Soswinski
Herta Soswinski, geborene Mehl, auch Hertha Mehl-Soswinski (geboren am 16. April 1917 in Znaim; gestorben am 2. Juni 2004 in Wien) war eine österreichische Widerstandskämpferin, Überlebende des Holocaust, später Übersetzerin und Zeitzeugin.

## Leben
Mehls Großvater war Obst- und Gemüsegroßhändler. Ihr in der Holzbranche als Generalvertreter tätiger Vater wurde 1935 arbeitslos und verstarb 1936, ihre Mutter starb bereits 1923. Sie lebte zunächst bei ihren Großeltern, dann bei Mělník als ihr Vater erneut geheiratet hatte. Nach dem Besuch einer tschechischen Schule absolvierte sie von 1932 bis 1934 eine deutsche Handelsschule in Bodenbach. Sie zog schließlich berufsbedingt nach Prag. Zunächst in einer nicht parteigebundenen Jugendorganisation aktiv engagierte sie sich seit der Sudetenkrise politisch bei den Kommunisten. Sie unterstützte politisch verfolgte Sudetendeutsche, die nach Prag geflüchtet waren, und wurde dort schließlich Bezirksleiterin der KSČ. Ihr Tarnname war Hanka. Als Jüdin verlor sie während der deutschen Besatzung der Tschechoslowakei Ende März 1940 aufgrund der NS-Gesetzgebung ihre Arbeitsstelle. Am 27. August 1940 wurde sie in Prag wegen des Vorwurfs des Hochverrats im Zusammenhang kommunistischer Widerstandstätigkeit festgenommen und inhaftiert. Die Verhaftung erfolgte nach erpressten Aussagen eines Parteifreundes, der unter Folter ihren Namen preisgab. Sie wurde unter anderem im Gefängnis Pankrác inhaftiert und verschärften Verhören unterzogen. Fast anderthalb Jahre befand sie sich in Untersuchungshaft der Gestapo. Während der Gefängnishaft begann sie in tschechischer und deutscher Sprache Gedichte zu verfassen.
Sie wurde am 14. Januar 1942 als politischer Häftling in das Konzentrationslager Ravensbrück deportiert und musste dort unter schwersten Bedingungen Zwangsarbeit leisten. Dort zählten zu ihren Mithäftlingen Käthe Leichter und Olga Prestes. Sie war bis zum 5. Oktober 1942 in Ravensbrück interniert. Danach wurde sie als Jüdin ins Konzentrationslager Auschwitz überstellt (Häftlingsnummer 21.709). Dort musste sie Büroarbeiten in der Zentralbauleitung der Waffen-SS und Polizei übernehmen, wo Pläne für sämtliche Gebäude (auch die Gaskammern und Krematorien) erstellt und die Bauarbeiten koordiniert wurden. In Auschwitz beteiligte sie sich ebenso wie in Ravensbrück am Lagerwiderstand. Im Zuge der Räumung des KZ Auschwitz gelang es ihr im Januar 1945 auf dem „Evakuierungstransport“ nach Ravensbrück zu fliehen. Ihre Stiefmutter wurde in Auschwitz in der Gaskammer ermordet. Nach der Befreiung vom Nationalsozialismus kehrte Mehl am 20. Mai 1945 kurzzeitig nach Prag zurück. Trotz Bauchtyphus und Brechdurchfall überlebte sie die KZ-Zeit und ließ sich schließlich in Wien nieder.
Sie heiratete den KZ-Überlebenden Ludwig Soswinski, den sie bereits in Auschwitz im Rahmen der Widerstandstätigkeiten kennengelernt hatte. Gemeinsam mit ihrem Mann trat sie später aus der KPÖ aus. Das Paar hatte eine Tochter und einen Sohn. Herta Soswinski arbeitete als Übersetzerin und war eine wichtige Zeitzeugin.
Ihre Enkelin Sylvia Soswinski präsentierte ihre Lebensgeschichte in einer Publikation und in Vorträgen.

## Texte und Interviews
- Interview mit Hans Schafranek, 12. Oktober 1984, Transkripte online im Yad Vashem Viewer
- Why We Have to Tell about It. In Lore Shelley (Hrsg.): Auschwitz: The Nazi Civilization, University Press of America 1992, 125–144
- Interview mit der USC Shoah Foundation, 23. November 1997, Dauer 3 Stunden und 20 Minuten, online

## Übersetzungen (Auswahl)
- Die Handschriften König Wenzels IV. Ins Deutsche übertragen von Herta Soswinski. Hg. von Josef Krása, Wien, Forum Verlag 1971
- Václav Čtvrtek (Autor), Jan Cerný (Illustrator): Das Eichelmännchen, 1978
- Karel Poláček: Abseits, Aus dem Leben von Fussball-Fans, Rosenheimer Verlagshaus 1971
- Jiří Siblík: Paul Cézanne – Zeichnungen und Aquarelle, Wien, Forum-Verlag 1971
- Jaroslav Žák: Der verkohlte Pythagoras, Rosenheimer Verlagshaus 1971